# Liste der Naturdenkmäler im Bezirk Tulln
Die Liste der Naturdenkmäler im Bezirk Tulln enthält die Naturdenkmäler im Bezirk Tulln.

## Naturdenkmäler
| Foto |                 | Name                                    | ID     | Standort | Beschreibung | Fläche  | Datum      |
| ---- | --------------- | --------------------------------------- | ------ | --- | --- | ------- | ---------- |
| 1    | Datei hochladen | Alte Perschling                         | TU-032 | Atzenbrugg KG: Atzenbrugg, Ebersdorf, Langmannersdorf, Tautendorf, Weinzierl bei Atzenbrugg GrStNr: 584/2, 55/1; 55/2; 55/3, 1748/3; 1748/8; 1748/9; 1749/1, 434/1; 434/2, 182 Standort | Flussverlauf der alten Perschling einschließlich Ufergehölz auf einer Länge von ca. 11 km zwischen Langmannersdorf und der Sappert-Brücke in Atzenbrugg.Anmerkung: liegt teilweise im Bezirk St. Pölten (Gemeinde Perschling), dort unter der Nummer PL-154 |         | 29.04.1991 |
| 1    | Datei hochladen | 1 Stieleiche                            | TU-006 | Grafenwörth KG: Grafenwörth GrStNr: 423/3 Standort | Markante Stieleiche an einer Kreuzung, zum Zeitpunkt der Unterschutzstellung 1979 ca. 200 Jahre alt und von Misteln betroffen |         | 13.11.1979 |
| 0 BW | Datei hochladen | 1 Stieleiche                            | TU-002 | Grafenwörth KG: St. Johann GrStNr: 328 Standort | Zum Zeitpunkt der Unterschutzstellung 1979 25 Meter hohe Eiche mit einem Stammumfang von 5,40 m und in sehr gutem Zustand |         | 11.12.1979 |
| 1    | Datei hochladen | Lösswand „Neun Mauna“                   | TU-010 | Großriedenthal KG: Neudegg GrStNr: 422/2 Standort | Lösswand südöstlich der Landesstraße zwischen Großriedenthal und Neudegg |         | 07.12.1979 |
| 1    | Datei hochladen | Konglomerat-Schotterbank „Aubergfelsen“ | TU-015 | Großriedenthal KG: Großriedenthal GrStNr: 1180 Standort | Geologischer Gesteinsaufschluss aus Konglomerat |         | 10.12.1979 |
| 0 BW | Datei hochladen | 1 Winterlinde                           | TU-029 | Großweikersdorf KG: Ameisthal GrStNr: 552 Standort | Ortsbildprägende Linde in einem Obstgarten, zum Zeitpunkt der Unterschutzstellung 1989 ca. 150 Jahre alt, ca. 30 Meter hoch mit einem Stammumfang von 3,20 m.                                                                                               |         | 14.03.1989 |
| 0    | Datei hochladen | Halbtrockenrasen                        | TU-034 | Großweikersdorf KG: Ruppersthal GrStNr: 1071/1 | |         | 23.06.2016 |
| 0 BW | Datei hochladen | 1 Traubeneiche                          | TU-013 | Judenau-Baumgarten KG: Freundorf GrStNr: 1575/37 Standort | „Bildereiche“ mit Heiligenbild auf einer Anhöhe, zum Zeitpunkt der Unterschutzstellung 1979 ca. 150 Jahre alt und ohne Schäden |         | 16.11.1979 |
| 0    | Datei hochladen | 1 Lindenbaum                            | TU-020 | Judenau-Baumgarten KG: Zöfing GrStNr: 197/1 | |         | 10.03.1981 |
| 0 BW | Datei hochladen | 1 Stieleiche                            | TU-031 | Kirchberg am Wagram KG: Neustift im Felde GrStNr: 3 Standort | 1912 gepflanzte Stieleiche neben dem Feuerwehrhaus mit zum Zeitpunkt der Unterschutzstellung 1992 mächtiger und regelmäßiger Krone. |         | 24.03.1992 |
| 0 BW | Datei hochladen | Trockenrasenhang                        | TU-028 | Kirchberg am Wagram KG: Oberstockstall GrStNr: 1137 Standort | ca. 750 m langer Trockenrasen auf einer Böschung mit Kreuz-Enzian und Großer Kuhschelle mit mehreren Aufforstungen | 2,25 ha | 02.03.1989 |
| 0 BW | Datei hochladen | 1 Magnolienbaum                         | WU-014 | Klosterneuburg KG: Kierling GrStNr: 94/2 Standort | |         | 28.12.1983 |
| 1    | Datei hochladen | 1 Schubertlinde                         | WU-070 | Klosterneuburg KG: Kierling GrStNr: 1678/3 Standort | |         | 15.07.1987 |
| 0 BW | Datei hochladen | 2 Fichten                               | WU-035 | Klosterneuburg KG: Kierling GrStNr: 1504/1 Standort | |         | 21.12.1953 |
| 1    | Datei hochladen | 2 Eichen                                | WU-015 | Klosterneuburg KG: Klosterneuburg GrStNr: 2219/3 Standort | |         | 12.03.1984 |
| 0 BW | Datei hochladen | Allee                                   | WU-038 | Klosterneuburg KG: Klosterneuburg GrStNr: 3209/3; 1355/10; 1356 Standort | |         | 09.09.1982 |
| 1    | Datei hochladen | Eichenhain (Waldandacht)                | WU-029 | Klosterneuburg KG: Kritzendorf GrStNr: 951 Standort | Anmerkung: Objektvermutung lt. Land NÖ, Grundstücksgenau |         | 11.05.1984 |
| 1    | Datei hochladen | 1 Holzbirnbaum                          | WU-073 | Klosterneuburg KG: Weidling GrStNr: 240/18 Standort | Anmerkung: Objektvermutung lt. Land NÖ, am Straßenrand |         | 08.05.1990 |
| 1    | Datei hochladen | 1 Schwarzföhre                          | WU-077 | Klosterneuburg KG: Weidling GrStNr: 250/18 Standort | Anmerkung: Objektvermutung lt. Land NÖ, Grundstücksgenau |         | 27.01.1993 |
| 1    | Datei hochladen | 1 Winterlinde                           | WU-072 | Klosterneuburg KG: Weidling GrStNr: 545/2 Standort | |         | 02.05.1989 |
| 1    | Datei hochladen | 3 Säuleneichen                          | WU-075 | Klosterneuburg KG: Weidling GrStNr: 1645/3 Standort | Anmerkung: im Juli 2024 nur noch 2 vorhanden |         | 16.04.1991 |
| 1    | Datei hochladen | Agnesbründl                             | WU-057 | Klosterneuburg KG: Weidling GrStNr: 1087/3 Standort | |         | 15.01.1957 |
| 0 BW | Datei hochladen | 1 Blutbuche                             | TU-030 | Königstetten KG: Königstetten GrStNr: 934 Standort | Blutbuche auf dem Grundstück eines Einfamilienhauses, zum Zeitpunkt der Unterschutzstellung ca. 120 Jahre alt, 20 m hoch und mit regelmäßiger Kugelkrone |         | 12.08.1991 |
| 1    | Datei hochladen | Sandsteingebilde „Hängender Stein“      | TU-009 | Königstetten KG: Königstetten GrStNr: 1593 Standort | Sandsteingebilde in Königstetten |         | 18.03.1980 |
| 1    | Datei hochladen | Kogler Hausberg                         | TU-001 | Sieghartskirchen KG: Kogl GrStNr: 424/1; 424/3 Standort | Wiesenhang mit Solitärföhren am Südwestabhang des Schlossberges. | 1,5 ha  | 25.10.1978 |
| 1    | Datei hochladen | 2 Linden                                | TU-008 | Sieghartskirchen KG: Plankenberg GrStNr: 129/6 Standort | Zwei Linden auf Privatgrund, bei Unterschutzstellung 1978 ca. 120 Jahre alt und in gutem Zustand. |         | 13.11.1979 |
| 1    | Datei hochladen | 1 Eiche                                 | TU-007 | Sieghartskirchen KG: Kronstein GrStNr: 12/1 Standort | so genannte „1000jährige Eiche“ am Haberg, KG Kronstein |         | 10.01.1980 |
| 1    | Datei hochladen | 2 Edelkastanienbäume                    | TU-021 | Sieghartskirchen KG: Kronstein GrStNr: 1/1 Standort | Zwei Edelkastanien am Haberg, bei Unterschutzstellung 1979 ca. 100 Jahre alt und gesund |         | 16.11.1979 |
| 1    | Datei hochladen | Teichgelände (Teilgebiete)              | TU-033 | Sitzenberg-Reidling KG: Sitzenberg GrStNr: 337/1; 337/2; 338/1; 338/2 Standort | Teilbereiche des Sitzenberger Schlossteiches, betrifft das südwestliche Ufer mit seinen Auwäldern |         | 06.11.1997 |
| 1    | Datei hochladen | Riesengranitblöcke                      | TU-016 | Tulbing KG: Tulbing GrStNr: 477/2; 582/1 Standort | Verwitterte Granitblöcke in der aufgeschürften Molassezone |         | 14.01.1980 |
| 1    | Datei hochladen | 1 Zerreiche u. 1 Rosskastanie           | TU-018 | Tulln an der Donau KG: Frauenhofen GrStNr: 193 Standort | Die Zerreiche war zum Zeitpunkt der Unterschutzstellung 120 Jahre alt (aktuell 164), die damals noch zwei Rosskastanien 80 Jahre (aktuell 124). |         | 26.01.1981 |
| 1    | Datei hochladen | 1 Stieleiche                            | TU-025 | Tulln an der Donau KG: Langenlebarn-Unteraigen GrStNr: 914/2 Standort | Mächtige Stieleiche nahe der Bahnstrecke |         | 07.04.1982 |
| 0 BW | Datei hochladen | 3 Stieleichen                           | TU-017 | Tulln an der Donau KG: Langenlebarn-Unteraigen GrStNr: 156/2 Standort | Kleine Parkanlage mit drei Stieleichen und einem Obelisken, zum Zeitpunkt der Unterschutzstellung 1981 ca. 100 Jahre alt |         | 11.02.1981 |
| 0 BW | Datei hochladen | 1 Rosskastanie                          | TU-011 | Tulln an der Donau KG: Mollersdorf GrStNr: 115/1 Standort | Rosskastanie neben dem Glockenturm in Mollersdorf, zum Zeitpunkt der Unterschutzstellung 1979 ca. 90 Jahre alt und in gutem Zustand |         | 14.11.1979 |
| 1    | Datei hochladen | 1 Stieleiche                            | TU-024 | Tulln an der Donau KG: Tulln GrStNr: 2218/3 Standort | Stieleiche, zum Zeitpunkt der Unterschutzstellung 1981 ca. 130 Jahre alt mit einer Höhe von 15 Metern am Rande des bebauten Gebietes landschaftsprägendAnmerkung: heute Gst 2221/1                                                                          |         | 28.12.1981 |
| 1    | Datei hochladen | Wassergraben „Überländergraben“         | TU-019 | Tulln an der Donau KG: Tulln GrStNr: 3140; 3407; 3408 Standort | Ehemaliger Wassergraben mit trockenresistenten Arten als landschaftsprägendes Element in der offenen Agrarlandschaft |         | 28.01.1981 |
| 0 BW | Datei hochladen | 1 Stieleiche                            | TU-027 | Würmla KG: Grub bei Saladorf GrStNr: 16/1 Standort | Stieleiche in einem Hohlweg, zum Zeitpunkt der Unterschutzstellung 1989 ca. 200 Jahre alt, mit einer Höhe von 26 m und einem Stammumfang von 6 m. |         | 21.02.1989 |
| 0 BW | Datei hochladen | Feuchtbiotop                            | TU-026 | Zeiselmauer-Wolfpassing KG: Muckendorf GrStNr: 18/5 Standort | Feuchtbiotop am rechten Donauufer, 100 m westlich des Jachthafens. Durch Dammbau im Zusammenhang mit der Errichtung des Kraftwerks Greifenstein entstandenes abgeschlossenes Feuchtbiotop mit auwaldtypischer Flora und Fauna                               |         | 20.03.1989 |

## Ehemalige Naturdenkmäler
| Foto |                 | Name            | ID     | Standort                                                | Beschreibung | Fläche | Datum      |
| ---- | --------------- | --------------- | ------ | ------------------------------------------------------- | --- | ------ | ---------- |
| 1    | Datei hochladen | 1 Lindenbaum    | TU-020 | Judenau-Baumgarten KG: Zöfing GrStNr: 197/1 Standort    | Linde mit breiter Krone, zum Zeitpunkt der Unterschutzstellung 1981 ca. 80 Jahre alt. Naturdenkmalerklärung wegen Baumschäden 2009 gelöscht und Linde entfernt. |        | 10.03.1981 |
| 0    | Datei hochladen | 5 Silberpappeln | WU-050 | Klosterneuburg KG: Klosterneuburg GrStNr: 3142/2        | |        | 04.07.1942 |
| 0    | Datei hochladen | 1 Mehlbeerbaum  | WU-034 | Klosterneuburg KG: Weidling GrStNr: 1655                | |        | 29.09.1942 |
| 0 BW | Datei hochladen | 1 Stieleiche    | TU-003 | Sieghartskirchen KG: Elsbach GrStNr: 726; 730 Standort  | |        | 21.11.1979 |
| 0 BW | Datei hochladen | 1 Wildbirnbaum  | WU-059 | Klosterneuburg KG: Klosterneuburg GrStNr: 2728 Standort | |        | 04.11.1969 |
| 0 BW | Datei hochladen | 1 Rotbuche      | WU-033 | Klosterneuburg KG: Weidling GrStNr: 1056/2 Standort     | |        | 04.05.1937 |

| Foto:                    | Fotografie des Naturdenkmals. Klicken des Fotos erzeugt eine vergrößerte Ansicht. Daneben finden sich zwei Symbole: \| Weitere Bilder vorhanden \| Das Symbol bedeutet, dass weitere Fotos des Objekts verfügbar sind. Durch Klicken des Symbols werden sie angezeigt. \| \| Eigenes Foto hochladen \| Durch Klicken des Symbols können weitere Fotos des Objekts in das Medienarchiv Wikimedia Commons hochgeladen werden. \| |
| Name:                    | Bezeichnung des Naturdenkmals laut offiziellen Quellen |
| ID                       | Identifikator |
| Standort:                | Es ist die Gemeinde und falls vorhanden die Adresse angegeben. Darunter sind die Katastralgemeinde (KG) und die Grundstücksnummer angeführt. Durch Aufruf des Links Standort wird die Lage des Denkmals in verschiedenen Kartenprojekten angezeigt. |
| Beschreibung             | Kurze Beschreibung des Naturdenkmals |
| Fläche                   | Fläche des Naturdenkmals in Hektar (ha) |
| Datum                    | Datum oder Jahr der Unterschutzstellung |
| Weitere Bilder vorhanden | Das Symbol bedeutet, dass weitere Fotos des Objekts verfügbar sind. Durch Klicken des Symbols werden sie angezeigt. |
| Eigenes Foto hochladen   | Durch Klicken des Symbols können weitere Fotos des Objekts in das Medienarchiv Wikimedia Commons hochgeladen werden. |